# 竹圍里 (嘉義縣)
竹圍里是中華民國嘉義縣朴子市的一個里，位於朴子市的北部，東界大鄉里和嘉禾里，西鄰永和里，南接新寮里，北接文化里和平和里，面積1.5509平方公里，康熙二十八年（1689年）由李惜和黃英入墾，因入墾之初在村庄四面種植竹子而得名，道光二十三年（1823年）建立庄廟五年王爺廟，現已與朴子市區連為一體，為朴子國中和大同國小所在地。